# پل فارمر
پل ادوارد فارمر (به انگلیسی: Paul Edward Farmer) (تولد ۲۶ اکتبر ۱۹۵۹، مرگ ۲۱ فوریهٔ ۲۰۲۲) پزشک و انسان‌شناس پزشکی آمریکایی بود.
او یکی از مؤسسان سازمان بین‌المللی بشردوستانهٔ Partners In Health بود که از سال ۱۹۸۷ برای دسترسی افراد محروم به بهداشت و درمان در جهان فعالیت می‌کند.
پل فارمر بخش قابل توجهی از زندگی‌اش را در هائیتی، پرو، و روسیه گذراند و در محروم‌ترین روستاها بیمارستان و مدرسه احداث کرد. او در سال‌هایی که در دانشگاه هاروارد به تحصیل پزشکی مشغول بود، همزمان در روستاهای هائیتی به درمان بیماری‌های عفونی و زنان و زایمان می‌پرداخت.
پل فارمر دارای مدرک کارشناسی انسان‌شناسی پزشکی از دانشگاه دوک و دکترای پزشکی و دکترای انسان‌شناسی پزشکی از هاروارد بود. او متخصص پزشکی داخلی و بیماری‌های عفونی بود.

## زندگی شخصی و مرگ
فارمر با دیدی برتراند فارمر، یک انسان‌شناس پزشک اهل هائیتی و متخصص سلامت جامعه که چندین ابتکار را در مؤسسه شرکای سلامت رهبری کرده بود، ازدواج کرد. کار اخیر او بر توانمندسازی دختران و زنان جوان در هائیتی و رواندا متمرکز بوده‌است. آنها سه فرزند دارند.
پل فارمر در ۲۱ فوریه ۲۰۲۲ در سن ۶۲ سالگی بر اثر یک حادثه حاد قلبی در شهرستان بوررا، رواندا هنگامی که در خواب بود درگذشت. فارمر در بخش آموزش پزشکی در بیمارستان ناحیه بوتارو و پردیس دانشگاه عدالت جهانی بهداشت در بوتارو مشغول کار بود، وی اولین دوره تدریس دانشجویان پزشکی را در ۲۰۱۹ آغاز کرد.